# Anna Foerster
Anna Foerster, född 1971, är en amerikansk filmregissör, född i Tyskland.
Hon har jobbat som ansvarig för det sekundära filmteamet på flera filmer av Roland Emmerich. Hon har även regisserat avsnitt av TV-serier som Criminal Minds, Criminal Minds: Suspect Behavior, Unforgettable, Army Wives, Outlander, Jessica Jones och Westworld.
2016 gjorde hon långfilmsdebut med filmen Underworld: Blood Wars.

## Filmografi
- 2016 – Underworld: Blood Wars
- 2022 – Lou